# Kafalkot
Kaphalkot (en népalais : काफलकोट) est un comité de développement villageois du Népal situé dans le district de Surkhet. Au recensement de 2011, il comptait 3 599 habitants.